# Garou (Roman)
Garou ist der zweite Roman der Schriftstellerin Leonie Swann, der 2010 im Goldmann Verlag veröffentlicht wurde.

## Handlung
Garou ist gewissermaßen eine Fortsetzung des Romans Glennkill. Die Erzählperspektive wie auch die meisten Charaktere sind übernommen, der Handlungsort liegt hier jedoch in Frankreich: Die Schafherde wurde von Rebecca, der Tochter ihres verstorbenen Schäfers, von Irland dorthin ins Winterquartier gebracht, wo sie sich nun auf Einladung des Schlossherrn im Schatten eines alten Schlosses aufhält. Zunächst von der französischen Sprache abgeschreckt, in der man sich tatsächlich mit „Bon Schur“ begrüßt, liegen die eigentlichen Gefahren an anderen Stellen.
Dort treibt sich ein Wesen mit Namen Loup Garou (französisch für Werwolf) herum, das nicht nur die Schafe in Angst und Schrecken versetzt. Handelt es sich etwa – nach den Prophezeiungen eines fremden Schafes und den Andeutungen der chaotischen Ziegen auf der Nachbarweide sowie der Menschen – um einen „Mensch im Wolfspelz“ oder gar um einen richtigen Werwolf, der ein Reh brutal zerfetzte? Oder geht die eigentliche Gefahr von den Jägern des Werwolfs aus? Miss Maple,  Mopple the Whale, Othello und vor allen Dingen das Winterlamm gehen gemeinsam mit den anderen Schafen der Herde der Sache auf den Grund, denn in der Vergangenheit ist aller Wahrscheinlichkeit nach ihre Vorgängerherde vom Garou ermordet worden. Dass das Chateau einst ein Irrenhaus mit gefährlichen Psychopathen beherbergte, erweitert den Kreis der möglichen Verdächtigen.
Schließlich finden die Schafe eines Tages einen erschossenen Menschen auf ihrer Weide. Auch wenn er gnädigerweise nach einer Weile wieder vom Schnee verhüllt wird, sind die Schafe doppelt beunruhigt, da sie zunächst Rebecca als Tatverdächtige in diesem Fall sehen. So stellen die Schafe dem Garou eine Falle, wobei ihnen die Ziegen, insbesondere die wagemutige kleine Madouc auf ihre eigene Art helfen, um schließlich einen überraschenden Täter zu stellen.

## Hintergrund
Der Roman erschien entgegen den vorangegangenen Meldungen des Verlags nach fünf Jahren etwas später als ursprünglich beabsichtigt, da die Autorin mit dem ersten Ergebnis nicht ganz zufrieden war, oder wie sie es selbst ausdrückte, „Schafe ein ausgeprägtes Eigenleben entwickeln“. Dank der Fristverlängerung habe sie „neue Figuren, neue Szenen und Zusammenhänge“ hinzufügen können. Als reellen Hintergrund für das düstere Schloss und den Obstgarten nannte Swann „ein kleines bretonisches Schloss mitten im Wald von Brocéliande, komplett mit Schlossturm und Schafsweide und flackernden Lichtern, die sich im Burggraben spiegelten“.
Nachdem die Schriftstellerin bereits für ihr Erstlingswerk Feldforschung betrieben hatte, absolvierte sie wie im Vorfeld angekündigt für ihren zweiten Roman ein Schäferpraktikum in Frankreich, durch das sie laut eigenen Wort viele „sinnliche kleine Dinge“ gelernt habe: „Heugerüche, helles Lämmerblöken, das beruhigende Murmeln eines Mutterschafs, den Rhythmus eines Lebens mit Schafen, das fettige, warme Gefühl von Wolle, die Lebendigkeit und den unglaublichen Lebenswillen der Lämmer, Scheu und Misstrauen und Schafsmut.“
Im Unterschied zu Glennkill ist Garou aus der Perspektive Leonie Swanns jedoch kein Kriminalroman mehr, sondern vielmehr ein Thriller.
Die Parallelen zu der Bestie des Gévaudan und Bei Einbruch der Nacht von Fred Vargas wurden von mehreren Rezensenten gesehen. Als parodistisches Zitat lässt Swann das Schaf Cloud im Zusammenspiel mit der idealistischen Cordelia den Jungschafen ausgerechnet Das Schweigen der Lämmer von Thomas Harris nacherzählen, um es hierbei in steter Abwandlung zur beliebten Gutenachtgeschichte werden zu lassen.

## Ausgaben
- Garou. ein Schaf-Thriller. Goldmann, München 2010, ISBN 978-3-442-31224-5 (Gebundene Ausgabe)
- Garou. ein Schaf-Thriller. Goldmann, München 2011, ISBN 978-3-442-47359-5 (Taschenbuchausgabe)

## Hörbuch
- Garou: ein Schaf-Thriller. Gelesen von Andrea Sawatzki. Random House Audio 2010, (gekürzte Fassung, 5 CD, Lauflänge: 375 min) ISBN 978-3-837-10223-9.

## Rezensionen
- „Die Autorin spielt gekonnt mit Situationen und Konstellationen und nimmt sich – wie schon in ‚Glennkill‘ – nicht zu ernst. (…) ‚Garou‘ ist eine vergnügliche Lektüre für alle, die ‚Glennkill‘ mochten. Wer gern Alltägliches und auch Kompliziertes aus der Sicht von Tieren erkundet, wird sich über die Fortsetzung amüsieren können. Aber: Der Reiz des Neuen ist verflogen, und wer ‚Glennkill‘ gar nicht kennt, wird sogar Mühe haben, die Hauptpersonen bzw. -tiere mit deren speziellen Fähigkeiten einzuordnen.“[2]
- „‚Garou‘ schließt nahtlos an den Vorgängerband an, ohne sich in der bloßen Wiederaufnahme alter Scherze zu verlieren. Die Charaktere haben sich weiterentwickelt; die Handlung orientiert sich an dem Muster eines Mysterie–Thrillers und nimmt das Genre gekonnt auf die Schippe.“[3]
- „Die Geschichte hat Charme und Witz und entwickelt eine beträchtliche Spannung. Auf der Ebene der Menschen bleiben die Charaktere allerdings sehr eindimensional, was unser Interesse an ihrem jeweiligen Schicksal ein wenig dämpft. Das aber ist wohl kaum zu ändern, denn als LeserInnen sind wir selbst nur Schafe, um mit Schafsaugen auf die Welt zu sehen.“[4]
- „‚Garou‘, der zweite Schafskrimi von Leonie Swann, ist ein Buch, das auf wunderbar leichte Art mit Tiefsinnigkeit spielt. Poetisch, lakonisch und sehr, sehr komisch erzählt Leonie Swann aus Sicht der Schafe von Angst, Liebe und Mut und von den Schwierigkeiten, die Welt zu verstehen.“[5]
- „Es macht den Charme auch dieses zweiten Schaf-Thrillers aus, dass die Tiere - eigentlich! - ziemlich dumm und ziemlich feige sind. Regelmäßig schnappen sie Menschen-Sätze auf, aber regelmäßig missverstehen sie sie. Willensstärke wird bei ihnen zur Wollensstärke, Sprengsätze zu Springsätzen, beim Wort ‚verwanzt‘ denken sie an Ungeziefer, sie versuchen, mit einem leider ganz stumm bleibenden Auto zu verhandeln, dass es sie woanders hinfährt, und Probleme dadurch zu lösen, dass sie Verdächtiges, etwa Tarotkarten, auffressen. (…) ‚Garou‘ ist ein Spaß. Ein Spaß mit ein paar dunklen Ecken: Geisterschafen, dämonischen Ziegen, mysteriösen Menschen. Aber was wäre ein Schafkrimi ohne dunkle Ecken? Nur eine Geschichte über ein paar nicht gerade gescheite Tiere.“[6]